# Battlefield 2
Battlefield 2 — компьютерная игра в жанре тактического шутера с элементами стратегии и ролевой игры. Игра была разработана компанией EA Digital Illusions CE (DICE), издана Electronic Arts и вышла в конце июня 2005 года.
Игра включает однопользовательский режим с тремя уровнями сложности и многопользовательский через Интернет или локальную сеть. В однопользовательском режиме с игроком взаимодействуют 15 компьютерных ботов, в то время как в онлайн-режиме могут одновременно принимать участие до 64 игроков.
Игра была выпущена на игровых приставках Xbox, Xbox 360 и PS2 под названием Battlefield 2: Modern Combat, значительно изменённая по сравнению с версией для PC — как геймплеем, так и содержанием.

## Игровой процесс
В Battlefield 2 для PC сделано очень многое для поддержки командной игры. Игрок может выбрать для себя одну из трёх сторон: USMC (US Marine Corps, Корпус морской пехоты США), MEC (Middle East Coalition, Ближневосточная Коалиция) и PLA/China (People Liberation Army, Народно-освободительная армия Китая). Игра ведётся двумя группировками (USMC — PLA либо USMC — MEC) с числом игроков в одной команде до 32 (зависит от размера используемой для игры карты). По желанию любой игрок может предъявить себя на пост командующего, его займёт наиболее опытный игрок из подавших заявление. Это достигается использованием системы рангов. Игроки, играющие на ранговом сервере и надлежащим образом зарегистрировавшиеся, могут повышать свой ранг (звание) по мере роста очков. Очки зарабатываются игроком во время игры при убийстве, лечении или другом командном действии. Игроки команды могут, но не обязаны, группироваться в отряды (squads). Игра в отряде даёт определённые преимущества. Игроки одного отряда слышат друг друга в процессе игры, командир отряда может говорить с командующим. Кроме того, игроки отряда могут появляться рядом с командиром отряда. Таким образом, достигается тактическое взаимодействие на поле боя. Для связи игроков используется встроенная система коммуникации голосом.
Организованная командная игра даёт колоссальное преимущество. Даже команда хороших игроков не имеет никаких шансов против посредственных, но хорошо организованных. В этом смысле Battlefield 2 — симулятор реальной войны, в которой героизм и искусство боя отдельного бойца практически ничего не значат в исходе сражения.
Для преодоления языкового барьера, а также для решения ситуации, когда у части игроков отряда нет гарнитуры, введено большое количество встроенных радиокоманд и указателей различных типов, от указания места сбора на карте до приказа взорвать специальной взрывчаткой какой-либо объект. Встроенные радиокоманды доступны всем игрокам, однако для членов отряда существует отдельная радиочастота, недоступная «волкам-одиночкам» (солдатам, не состоящим в отрядах), по которой происходит связь между членами отряда и их командиром, а также между командиром отряда и командующим (это даёт возможность запросить у командующего десантирование боеприпасов, транспорта, поддержку в виде беспилотного летательного аппарата или артиллерийский удар на определённых координатах, а также запрашивать или отдавать приказы).

### Командир
Командующий в игре — важная составляющая успешной игры против команды противника. Фактически командующий является «глазами» и «ушами» игроков, так как он может обозревать всё поле боя сверху (с тремя режимами увеличения), а также использовать спутниковое сканирование местности (Satellite Scan), которое подсвечивает на карте все вражеские объекты (солдат и технику) красным цветом, и, в случае необходимости, командующий «спотит» (англ. to spot — «заметить», «определить местонахождение») их, чтобы они стали видны на миникартах игроков.
Также командующему, помимо спутникового сканирования, доступны следующие функции:
- Vehicle Drop[3] — десантирование транспорта в указанную точку. Довольно часто используется для убийства вражеского снайпера-одиночки (транспорт сбрасывается прямо на него), что запрещается на некоторых серверах;
- Supplies Drop в указанную точку ящика, рядом с которым у всех солдат восстанавливается здоровье и боезапас, а техника ремонтируется;
- Artillery Strike — артиллерийский удар в указанной точке. Продолжительность зависит от количества целых (не взорванных) артиллерийских орудий;
- UAV Overflight — в указанную точку запускается беспилотный летательный аппарат. Все вражеские войска, попавшие в зону его видимости, подсвечиваются красным на карте командующего и на миникартах игроков.

Функции могут быть недоступны, если взорваны объекты, обеспечивающие их работу — артиллерийские орудия, трейлер управления беспилотным летательным аппаратом и радар.
Кроме этого, командующий может отдавать приказы командирам отрядов (хотя последние сами выбирают, исполнять их или нет), поощрять или осуждать действия отряда или отдать приказ на разделение отрядов.

### Специализация бойцов
Солдаты в игре делятся на семь классов, каждый из которых эффективен при выполнении определённых задач. Так, например, снайпер предназначен для уничтожения живой силы противника на больших расстояниях и почти бесполезен против бронированной техники, в то время как основной задачей антитанка является уничтожение техники, и он мало приспособлен для ведения боя с пехотой. Различаются классы оружием, доступным бойцам, а также запасом выносливости (определяет расстояние, которое солдат способен пробежать) и наличием бронежилета, который прямо влияет на то, насколько тяжело убить бойца. По последним двум характеристикам классы делятся на лёгкие (нет бронежилета, высокая выносливость) и тяжёлые (есть бронежилет, низкая выносливость). В игре представлены следующие классы:
- SpecOps (Special Operations, Спецназовец, Диверсант). Лёгкий класс, предназначен в основном для диверсионной деятельности в тылу врага — подрыва стратегических объектов, для чего имеет пять дистанционно управляемых зарядов C4, которые также весьма эффективны против бронетехники. Оружие: нож, пистолет с глушителем (Beretta 92 для USMC, QSZ-92 для PLA и МР-444 для MEC), короткоствольный карабин (M4 с коллиматорным прицелом для USMC, QBZ-95 для PLA и АКС74У с коллиматорным прицелом для MEC), ручные гранаты и взрывчатка C-4.
- Sniper (Снайпер). Лёгкий класс, основная задача которого — уничтожение пехоты противника на больших расстояниях. Вооружён снайперской винтовкой (M24 для USMC, QBU-88 для PLA, СВД для MEC), пистолетом с глушителем, ножом, гранатами и противопехотными минами M18A1 «Клеймор».
- Assault (Штурмовик). Тяжёлый класс, лучше всего приспособлен для ведения боя с пехотой противника на ближних и средних дистанциях. Вооружён штурмовой винтовкой с подствольным гранатомётом (M16A2 с М203, АК-47 с ГП-25 или АК-101 с ГП-30), пистолетом, ножом и дымовой шашкой.
- Support (Поддержка). Тяжёлый класс, основная задача — прикрытие дружественных бойцов шквальным огнём из пулемёта и снабжение их боеприпасами. Вооружён ручным пулемётом M249 SAW (USMC), Type 95 (PLA) или РПК-74 (MEC), пистолетом, ножом и гранатами. Кроме того, имеет фактически бесконечный запас боеприпасов любого типа.
- Engineer (Техник). Лёгкий класс, в основном предназначен для починки техники (при непосредственном контакте) и сооружений (стратегические объекты и мосты). Вооружён дробовиком (Remington 11-87 для USMC, Norinco 982 для PLA и Сайга-12 для MEC), ножом, пистолетом, ручными гранатами и противотанковыми минами, также имеется ключ, с помощью которого может ремонтировать технику и обезвреживать мины.
- Medic (Медик). Лёгкий класс, способный лечить раненых солдат. Вооружён штурмовой винтовкой (см. Штурмовик), ножом, пистолетом, ручными гранатами. Есть аптечка, с помощью которой можно поднимать уровень здоровья себе и находящимся рядом дружественным бойцам. Также у солдат этого класса есть дефибриллятор, при помощи которого можно «оживлять» умирающих солдат своей команды, равно как и убивать солдат противника.
- Anti-tank (Гранатомётчик). Тяжёлый класс, предназначенный в основном для поражения техники врага на дистанции. Вооружён противотанковым ракетным комплексом (SRAW для USMC, ERYX для PLA и MEC), а также пистолетом, пистолетом-пулемётом (HK MP5, Type 85 или ПП-19) и ножом.

Когда любой солдат класса Медик, Поддержка или Инженер садится в транспорт, у всех бойцов, находящихся в определённой области вокруг него, начинает соответственно восстанавливаться здоровье и/или боезапас, а техника ремонтируется. Медики и солдаты поддержки также могут бросить на землю пакет с первой помощью или боеприпасами, туда, где они нужны.
Выбор класса осуществляется перед началом боя, либо когда игрок убит, до респауна. Живые солдаты могут сменить класс, подобрав вооружение убитых. У каждого класса помимо штатного есть дополнительно открываемое (по мере получения новых званий) основное вооружение.

### Техника
Основной отличительной особенностью серии игр является возможность управления различной военной техникой и транспортом. Также примечательно, что армия Ближневосточной Коалиции использует технику российского производства. В Battlefield 2 имеются следующие виды техники:
Истребители-бомбардировщики
В игре количество членов экипажа таких самолётов составляет 2 человека, где один из них пилотирует самолёт, может вести огонь из бортовой авиапушки, ракетами класса «Воздух-воздух» и неуправляемыми бомбами, второй член экипажа — оператор управляемого вооружения — служит для того, чтобы наводить ракеты класса «Воздух-земля» на технику противника. Вооружение всех самолётов данного класса в игре состоит из 5 неуправляемых бомб, 4 ракет класса «воздух-воздух», 8 ракет класса «Воздух-земля». К данному типу самолётов относятся: американский F-15E, китайский Су-30МКК и используемый армией Ближневосточной Коалиции российский Су-34.
Истребители
Кол-во членов экипажа: 1 чел. В игре вооружение таких самолётов состоит из 6 ракет класса «Воздух-воздух» и 2 неуправляемых бомб, а также есть встроенная авиапушка. К этому типу самолётов относятся: американские F/A-18 Hornet, F-35 Lightning II — самолёт с возможностью вертикального взлёта и посадки, китайский Chengdu J-10 и российский МиГ-29.
Ударные вертолёты
Кол-во членов экипажа 2 чел. Где один пилотирует вертолёт и приводит в действие неуправляемые ракеты, а второй же управляет пушкой на подвижной турели и ракетами с теле-наведением. Вооружение: 8 неуправляемых ракет в восьми контейнерах (всего 64), 8 ракет с теле-наведением, пушка на подвижной турели. Среди таких вертолётов можно встретить: американский AH-1Z, китайский WZ-10 (в игре используется модель его прототипа, схожая с итальянским Agusta A129 Mangusta) и российский Ми-28.
Транспортные вертолёты
Способны перевезти 6 человек, среди которых: пилот, два стрелка, приводящие в действие установленные на боковых створках пулемёты, и 3 пассажира. В игре присутствуют: американский UH-60, китайский Z-8 и российский Ми-8.
Бронетранспортёры
В отличие от транспортных вертолётов, БТРы способны перевозить только 5 человек. Где один управляет БТРом, ему также доступны пушка, управляемые ракеты и дымовая граната. Остальные четыре используют пулеметы, стреляющие из гнезд по бокам машины. Среди них американский LAV-25, китайский WZ-551, российский БТР-90.
Танки
Кол-во членов экипажа: 2 чел. Где один управляет танком, ведет огонь из 120 мм пушки (40 снарядов) и спаренного пулемета, также выпускает дым, второй размещается за пулеметом, который расположенный на крыше башни. Танки: американский M1A2 Abrams, китайский ZTZ-98 и российский Т-90.
ПВО
Зенитные ракетно-пушечные комплексы предназначены в первую очередь для уничтожения вражеской воздушной техники. Члены экипажа: 2 человека. Водитель, управляющий зенитным комплексом, ему доступны пушка и самонаводящиеся ракеты класса «земля-воздух». У пассажира в распоряжении его собственное оружие. В игре можно встретить американский M6 «Linebacker», китайский PGZ-95 и российский 2К22 «Тунгуска».
Бронеавтомобили
Кол-во членов экипажа: 4 чел. Водитель, стрелок, использующий тяжёлый 12,7 мм пулемёт, и 2 пассажира, использующих собственное оружие. В игре присутствуют: американский Humvee, китайский NJ2046 и российский ГАЗ-3937 «Водник».
Лёгкие автомобили
Наиболее быстрая наземная техника, способная перевозить до трёх человек: водителя, стрелка и пассажира. Стрелок использует тяжёлый пулемёт, пассажир — лёгкий пулемёт. В игре присутствуют: американский Desert Patrol Vehicle и китайский LYT2021 (также используется Ближневосточной Коалицией, но вместо китайских пулемётов установлены российские).

### Карты
Представляют собой 30 различных карт на 16/32/64 игрока.

## Дополнения

### Battlefield 2: Special Forces
| Сводный рейтинг | Сводный рейтинг |
| Агрегатор       | Оценка          |
| --------------- | --------------- |
| GameRankings    | 78,14 %         |

Данное дополнение предлагает сыграть за бойцов подразделений специального назначения. В дополнение вошли: войска спецназначения ВМФ США (SEAL), войска британской особой воздушной службы (SAS), спецназ Российской Федерации, а также вымышленные войска специального назначения Ближневосточной коалиции, арабские террористы и вымышленные мятежные войска, созданные по образу и подобию чеченских боевиков. Особенностью данного дополнения стали т. н. ночные карты, в которых зона видимости ограничена и необходимо использование прибора ночного видения, также устройство игровых карт было выполнено таким образом, чтобы минимизировать роль военной техники, отдавая преимущество живой силе. Здесь же используются свето-шумовые гранаты, гранаты со слезоточивым газом, абордажный крюк, позволяющий преодолевать вертикальные препятствия (забор, стена), устройство экстренного спуска, представляющее собой арбалет с подвязанным к стреле тросом, по которому можно спуститься вскользь, используя специальный ухват. Также были добавлены новое оружие, используемое войсками специального назначения (FN F2000, SCAR, G-36, M-24, MP-7, РПГ-7) и новая техника (Ми-35, AH-64D «Longbow Apache», БМП-3, квадроцикл, гидроцикл, пикап с пулемётом, лёгкий вездеход). Включает 6 новых карт.

### Battlefield 2: Euro Force
| Сводный рейтинг | Сводный рейтинг |
| Агрегатор       | Оценка          |
| --------------- | --------------- |
| GameRankings    | 72,36 %         |

Мини-дополнение Euro Force предлагает сыграть за армию Евросоюза. В дополнение вошло три карты, два новых танка: британский Челленджер 2 и немецкий «Леопард-2», боевой вертолёт Eurocopter Tiger, истребитель Eurofighter Typhoon, 7 видов стрелкового оружия, которые включают в себя: штурмовую винтовку L85A2 с подствольным гранатомётом AG36, штурмовую винтовку FAMAS, малогабаритный автомат HK53, ручной пулемёт HK21 и дробовик Benelli M4. В качестве противника выступают всё те же Китайская Народно-освободительная армия и вымышленная армия Ближне-Восточной коалиции. Характерной особенностью данного дополнения является то, что площадь карт существенно увеличена по сравнению с оригинальной игрой, в результате чего основной приоритет ведения боя отдаётся использованию военной техники. Включает 3 новые карты.

### Battlefield 2: Armored Fury
| Сводный рейтинг | Сводный рейтинг |
| Агрегатор       | Оценка          |
| --------------- | --------------- |
| GameRankings    | 77,71 %         |

Дополнение переносит действие игры на территорию Соединённых Штатов Америки, в нём присутствуют три карты. Новая техника представлена штурмовиками Су-39, Nanchang Q-5, A-10 Thunderbolt II, а также лёгкими разведывательными вертолётами: MH-6, Z-11, Eurocopter EC135. В игре вертолёты обладают встроенным радаром, «подсвечивающим» противника, и скорострельными пулемётами, приводящимися в действие пилотом вертолёта, также вертолёты способны перевозить двух бойцов на внешних пилонах. Ещё были добавлены две единицы гражданского транспорта в виде грузовика-тягача и легковой машины (Muscle car). Во время разработки дополнения также был заявлен самолёт AV-8B Harrier II, однако позже модель была вырезана из дополнения, так как из-за неё нарушался игровой баланс. Примечательно то, что в игре использовалась скрытая и намекающая реклама находящейся на тот момент в разработке, игры Battlefield 2142. Например, на номере легковой машины было написано 2142, также на картах располагались рекламные билборды с изображением часов, показывающих время 21:42, и надписью «Watch For The Future» (Загляни в будущее), а в грузовике-тягаче на пассажирском сиденье можно увидеть журнал с заголовком «Ice Age Approaches» (Ледниковый период наступает). Включает 3 новые карты.

## Отзывы
| Сводный рейтинг       | Сводный рейтинг |
| Агрегатор             | Оценка          |
| --------------------- | --------------- |
| GameRankings          | 90,07 %         |
| Metacritic            | 91/100          |
| Иноязычные издания    |                 |
| Издание               | Оценка          |
| GameSpot              | 9,3/10          |
| GameSpy               | [ 10 ]          |
| IGN                   | 8,9/10          |
| Русскоязычные издания |                 |
| Издание               | Оценка          |
| Absolute Games        | 84 %            |
| PlayGround.ru         | 9,2/10          |
| «Игромания»           | 8,5/10          |

Игра получила широкое признание критиков. Агрегатор Metacritic поставил игре совокупный балл 91 из 100 на основе пятидесяти пяти обзоров. Игра получила пять звёзд из пяти в таких изданий, как Yahoo! Games, GameSpy, X-Play и Computer Gaming World. PC Gamer присудили игре 94 %, заявив: «Его тонко настроенные карты и сбалансированный геймплей доказывают, что совершенство достижимо», и заслужил премию Игра года. GameSpot оценили игру в 9.3 из 10, написав: «Если вы будете играть Battlefield 2 так, как оно задумано, работая в команде и используя голосовой чат (который работает в режиме реального времени), игра быстро становится непохожей на всё, что вы играли раньше». GamesRadar понравилась игра, поставив ей 90 %, и заявил, что «полученные впечатления от игры будут лучше всего, если ваш компьютер „потянет“ её».
Некоторые издания поставили игре низкие оценки из-за большого количества багов и глюков в первоначальной версии игры, включая ошибки на рабочем столе и проблемы в сети. Так например, Чарльз Хасманн из Gaming Nexus поставил дополнению игры Armored Fury 8 из 10, но раскритиковал большое количество багов в ПО и долгую загрузку игры.
GameSpot согласился с высокими системными требованиями, отметив, что «время загрузки является одним из самых больших недостатков, которые у него есть, поскольку вы можете потратить немало времени на ожидание запуска игры, даже на высокопроизводительных компьютерах. Также игра немного требовательна к аппаратному обеспечению».
Было продано один миллион копий Battlefield 2 за первый месяц после выпуска. Общий объём продаж к июлю 2006 года составил 2 225 000 копий.